# Palacio Rivas
El Palacio Rivas, también llamado Casa Rivas, es una edificación ubicada en Santiago de Chile. En 1983 fue declarado Monumento Nacional.
Las calles esquina donde está ubicada la Casa Rivas eran llamadas La Cañada y calle San Lázaro (actuales Alameda del Libertador Bernardo O'Higgins y San Martín, respectivamente), en el Barrio Dieciocho. 

## Historia
Juan Francisco Rivas, empresario minero y agricultor chileno compró este lugar, encargándole al arquitecto italiano Eduardo Provasoli la construcción de su mansión en 1887.
Después de su fallecimiento, la mansión fue adquirida sucesivamente por Santiago Lyon Pérez, por la Sociedad Castagnetto Hnos. y luego por Aliro Montero Riveros e hijos, transformándose en la «Ferretería Montero», que la vendió en 1992 al Banco Hipotecario de Fomento Nacional, quedando en desuso. El edificio sufrió severos daños tras el terremoto de 1985.
En 1993, la Sociedad Maifa Ltda. compró el inmueble para construir el Hotel Diego de Almagro. El nuevo edificio del mismo tiene un volumen de 8 pisos en volado por sobre la antigua Casa Rivas, que mantiene el estilo neorrenacentista italiano de su originalidad, ya que su fachada se restauró completamente.